# Neoscona melloteei
Neoscona melloteei är en spindelart som först beskrevs av Simon 1895.  Neoscona melloteei ingår i släktet Neoscona och familjen hjulspindlar. Inga underarter finns listade i Catalogue of Life.